# 1286 w polityce
Wydarzenia polityczne w 1286 roku.

## Zmarli
- 19 marca zginął Aleksander III, król Szkocji[1], początek sporów dynastycznych[2].